# Ursynów
Ursynów (Aussprache: [ur’sɨnuf]ⓘ) ist der südlichste Stadtbezirk der polnischen Hauptstadt Warschau. Mit einer Fläche von 44,6 km² und einem Flächenanteil von 8,6 % ist er der drittgrößte Bezirk der Stadt. Ursynów hat etwa 137.000 Einwohner und ist einer der am schnellsten wachsenden Stadtbezirke Warschaus; etwa 25 % der Einwohner sind jünger als 18 Jahre.
Der östliche Teil von Ursynów besteht vorwiegend aus Wohngebäuden, während die westlichen und südlichen Teile wegen ihrer geringeren Bevölkerungsdichte und großer, weit ausgedehnter Grünflächen oft als „grünes Ursynów“ bezeichnet werden. Der Stadtbezirk wird auch als „Schlafstadt von Warschau“ bezeichnet und beherbergt etwa 25 % der nach 1989 errichteten Neubauten in der Stadt. Die im Jahre 1995 eröffnete Metro Warschau hat ihren südlichsten Haltepunkt im Stadtbezirk Ursynów am Depot Kabaty.
Den südlichen Rand des Stadtbezirkes bildet der Stadtwald von Kabaty, der sich über mehr als 9,2 km² ausdehnt. Andere Anziehungspunkte sind die hier ausgeprägte Warschauer Weichselböschung, der Potocki-Palast im Wohnbezirk Natolin und die im Jahre 1939 errichtete Pferderennbahn in Służewiec, die neben Rennveranstaltungen auch für Open-Air-Konzerte, -Feste und -Ausstellungen genutzt wird.

## Geschichte
Im heute zum Distrikt Wola gehörenden Moczydło und auf dem Ursynówer Kabacki-Gebiet wurden Feuerstein-Werkzeuge zur Lederbearbeitung gefunden, die aus der Mittelsteinzeit stammen und auf ein Alter von rund 6000 v. Chr. geschätzt werden. Bis rund 1000 Jahre v. Chr. bestand das heutige Ursynów aus Wäldern und Sümpfen. Im Gebiet bei Służew wurde eine Urne der Lausitzer Kultur gefunden. Zu etwa dieser Zeit (1300–400 v. Chr.) begann vermutlich die dauerhafte Besiedlung von Teilen Ursynóws. Auf einem Friedhof im benachbarten Wilanów wurden Leichenreste etwa aus der Zeit 100 v. Chr. gefunden.

### Służew
Nachgewiesen sind Siedlungsspuren in Wyczółki und Służew aus dem 13. Jahrhundert. Bereits im Jahr 1065 hatten Benediktiner-Mönche aus dem Kloster in Mogilno in Służew eine Mission errichtet. Die Ortschaft Służew (heute verläuft hier die Bezirksgrenze zwischen Ursynów und Mokotów) war früh entwickelt. Sie lag an einem bedeutenden Handelsweg, der sich von Frankreich bis nach Kiew erstreckte. Die historische Nutzung des Handelsweges belegen hier gefundene Silbermünzen mit dem Abbild des römischen Kaisers Trajan.
Im Jahr 1238 wurde in Służew eine erste Kirchengemeinde gegründet und eine Katharinenkirche errichtet; es ist damit die älteste Gemeinde Warschaus. Zu etwa derselben Zeit gab der masowische Herzog Konrad I. den Besitz Służew an den Ritter Gotard, der als Gegenleistung das Land vor Angriffen von Litauern, Prußen und Jatwingern zu schützen hatte. Es wird angenommen, dass dazu ein kleines, militärisches Lager (Villa militari) errichtet wurde. Im Laufe der Zeit erweiterte die Familie Gotard ihren Besitz in der Gegend und verfügte im 15. Jahrhundert bereits über 17 Dörfer. Zu Beginn des 16. Jahrhunderts wurde eine Pfarrschule bei der Kirche in Służew errichtet. Im 17. Jahrhundert fiel der Gotard-Besitz an die Eigentümer Wilanóws, die Familie Sobieski. In Folge gehörte Służew und andere Ortschaften Ursynóws den wechselnden Besitzern von Wilanów (Familien Czartoryski, Lubomirski und Potocki). Służew entwickelte sich im 18. und 19. Jahrhundert zu einem lokalen Handelszentrum, viele wohlhabende Bauern, deren Felder sich teilweise bis zum Kabaty-Wald erstreckten, lebten hier. Die weitere Entwicklung von Służew wurde durch die Errichtung eines Ringes von Forts um Warschau gehemmt. Das von den russischen Besatzungsbehörden in den 1880er Jahren nahe der Katharinenkirche errichtete Fort Służew sollte zwar keine militärisch bedeutsame Rolle spielen, verhinderte aber bis 1909 wegen des Verbotes der Errichtung von Neubauten in seiner Umgebung das weitere Wachstum der Ortschaft.

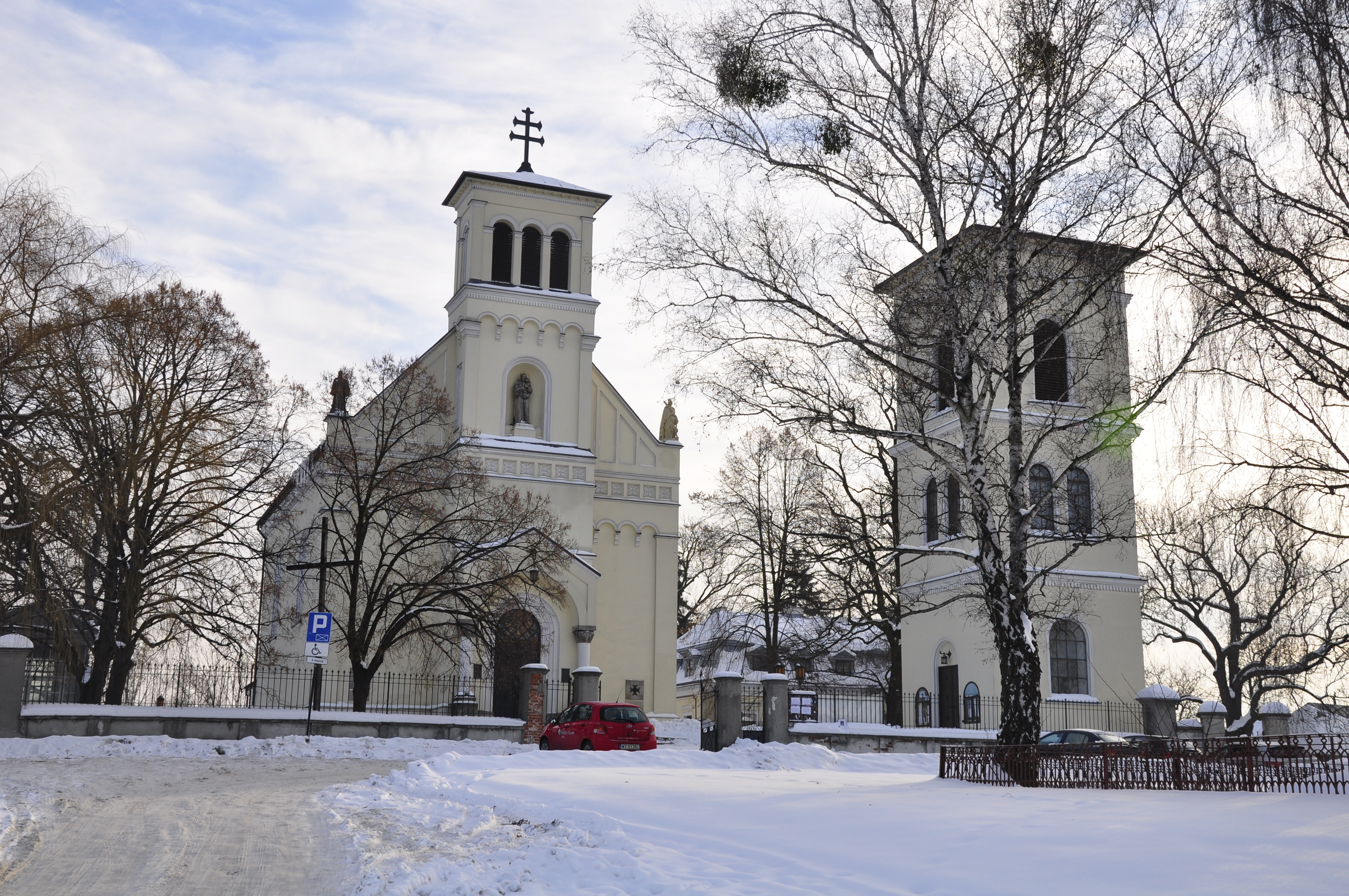
Die 1848 umgebaute Katharinenkirche in Służew

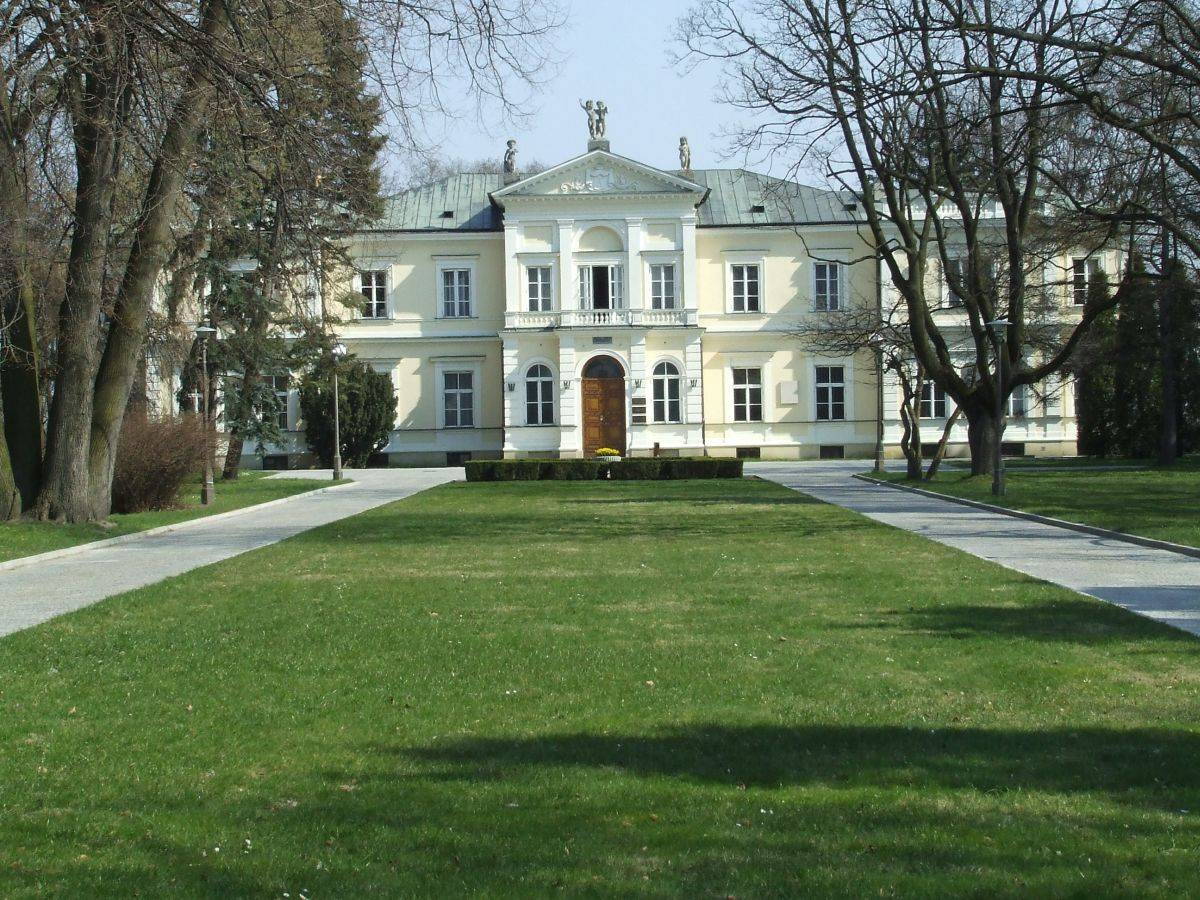
Das Krasiński-Palais, heute Rektorat der SGGW

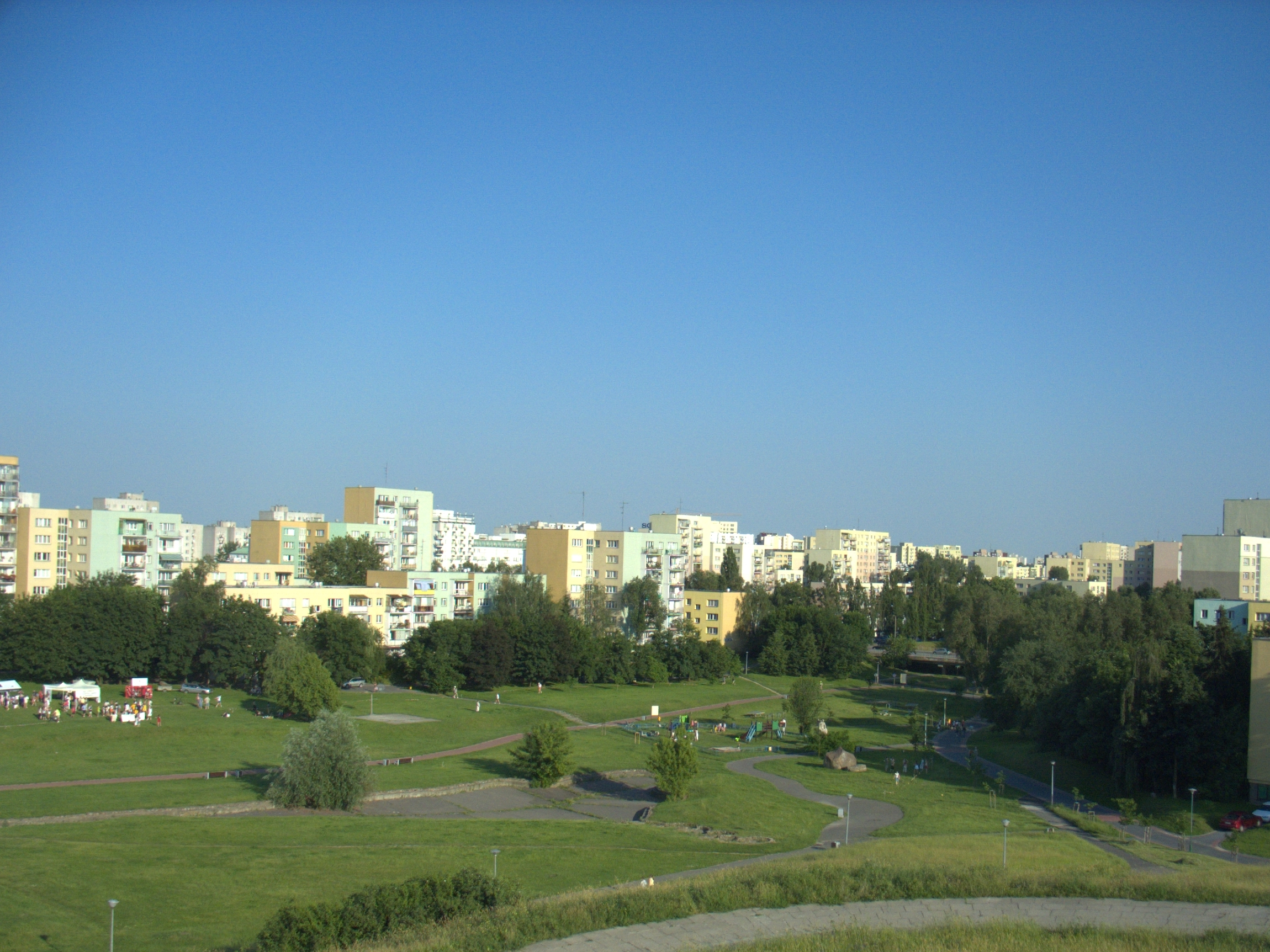
Blick auf die Wohnbebauung aus den 1970er Jahren

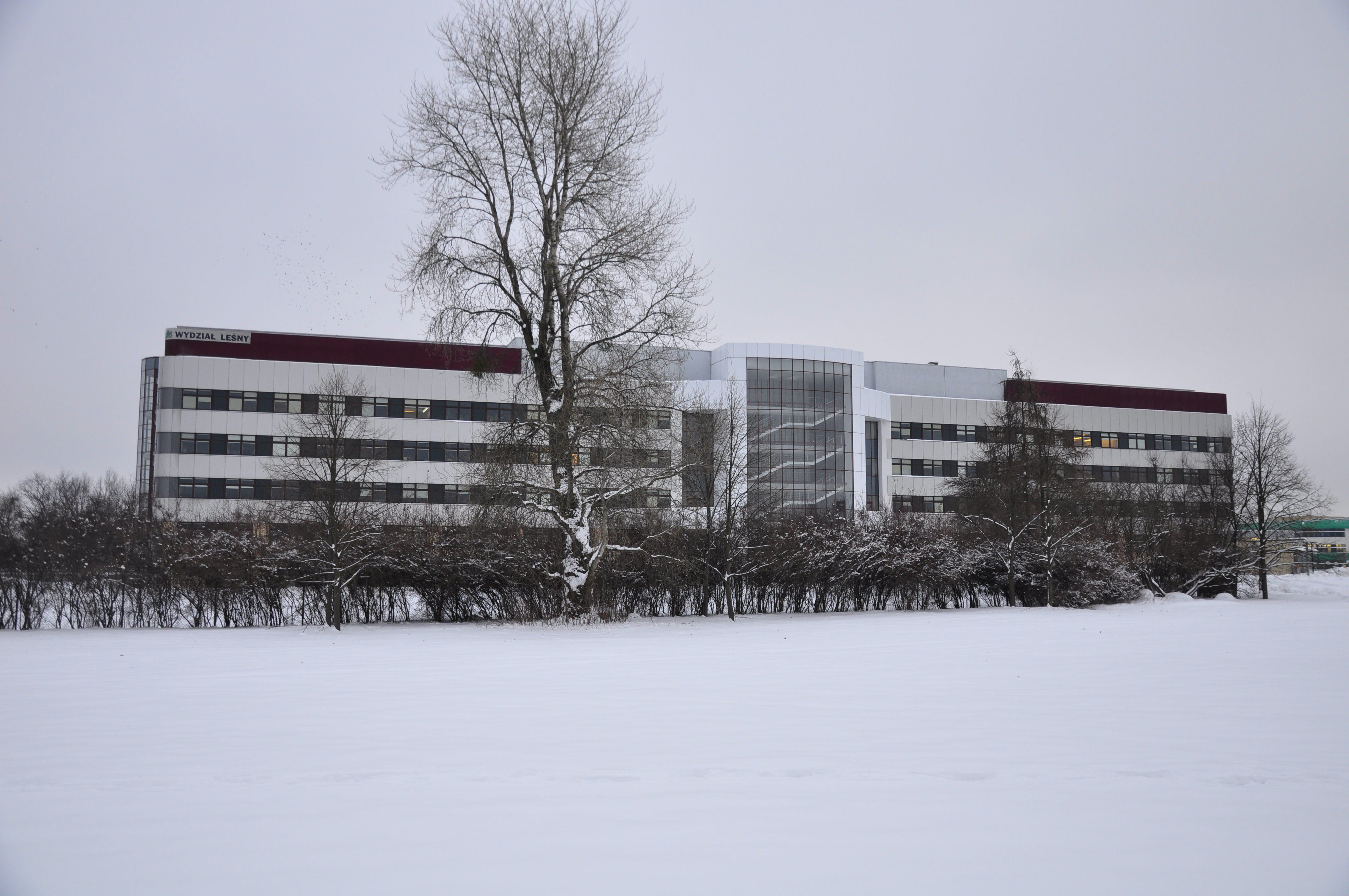
Modernes Unterrichtsgebäude der Landwirtschaftlichen Universität (hier: Forstwirtschaftliche Fakultät)

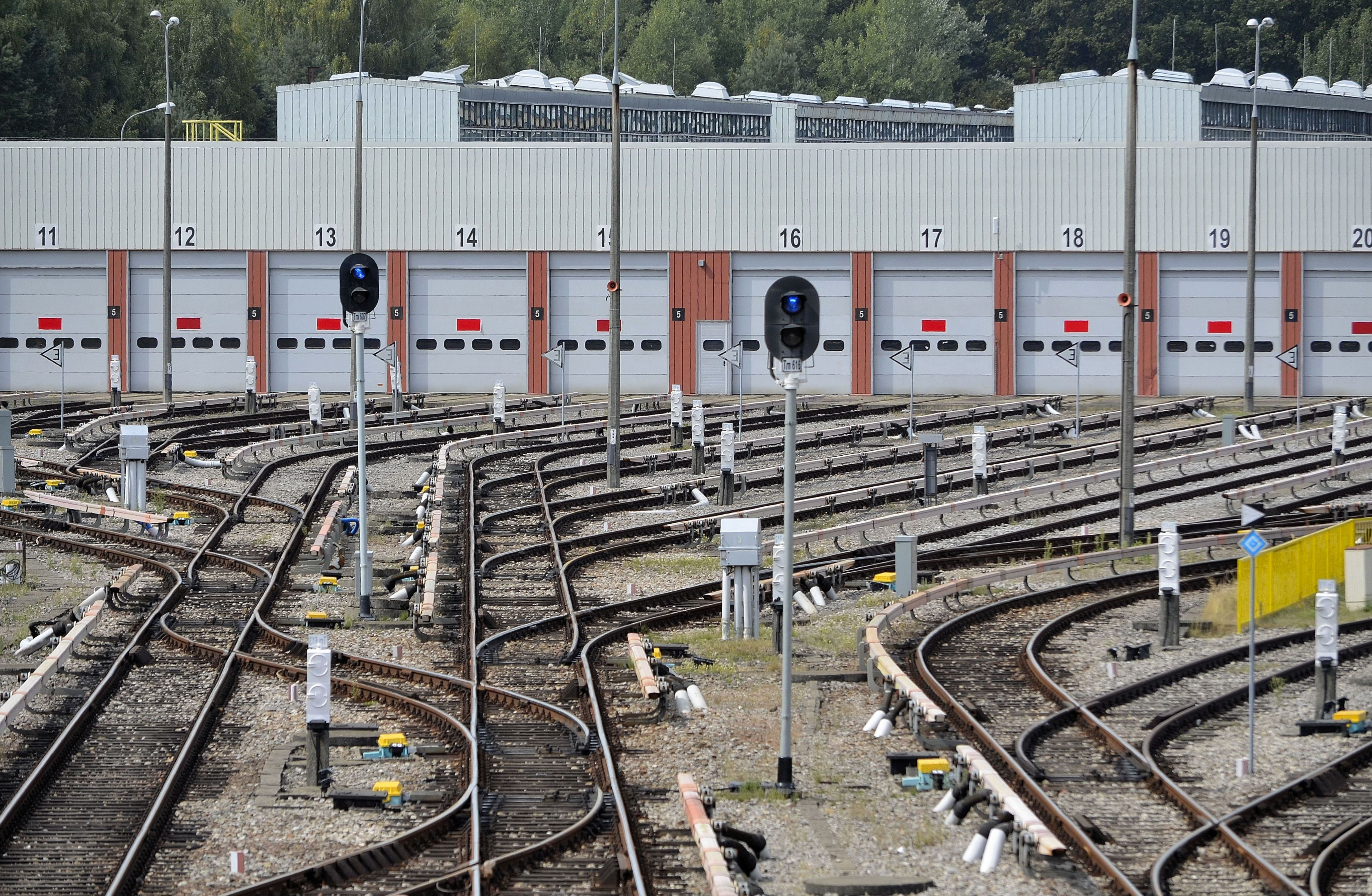
Wartungsanlage der Warschauer U-Bahn (Metro) in Kabaty

### Kabaty
Eine weitere früh entstandene Ortschaft auf dem Gebiet des heutigen Ursynów war Kabaty. Erstmals wird diese 1386 als Besitz des Andrzej von Ostrołeka und Żelechów (Wappengemeinschaft: Ciołek) erwähnt. Er entstammte einer wohlhabenden Familie aus der Gegend von Sandomierz und diente als enger Berater von König Władysław II. Jagiełło. In der Schlacht bei Tannenberg kommandierte er 1410 ein königliches Regiment. 1404 begab er sich auf Pilgerfahrt nach Santiago de Compostela. Kabaty bestand damals aus etwa 70 Hektar Landfläche. Wie auch andere Ursynówer Siedlungen wurde es während der Zweiten Nordischen Kriegs zerstört. In der Nähe der ehemaligen Ortschaft Kabaty befindet sich ein 1864 errichtetes Holzkreuz. Das Kreuz, bis 1909 an anderer Stelle stehend, wurde von Karol Julian Karniewski als Dank für seine Rettung vor der Verbannung nach Sibirien gestiftet. Der Sohn eines Bibliothekars im Wilanów-Palast war bei Kabaty Landpächter (20 Hektar) und Verwalter eines Gutes des damaligen Wilanów-Besitzers August Potocki (1806–1867). Im Rahmen einer polizeilichen Untersuchung zu einem von Potocki veranlassten Waffenschmuggel während des Januaraufstandes im Jahr 1863 übernahm Karniewski die Verantwortung und wurde in der Warschauer Zitadelle inhaftiert. Am Tag vor seinem Abtransport nach Sibirien kaufte Potocki ihn per Bestechung frei und beschenkte ihn mit dem gepachteten Land. Das Wohnhaus Karniewskis befindet sich (nach Versetzung von der ul. Puławska) heute an der ul. Rosoła. Es gehört zu den ältesten Holzhäusern Warschaus.

### Zweiter Weltkrieg
Vor Ausbruch des Zweiten Weltkriegs lebten nur rund 3000 Personen in etwa 400 Häusern in den verschiedenen Dörfern auf dem Gebiet des heutigen Bezirks Ursynów. Die zumeist bäuerliche Bevölkerung lebte von Anbau und Verarbeitung von Gemüse und teilweise Getreide. Verkauft wurde auf den großen Warschauer Märkten. In der Ortschaft Jeziorki siedelten auch deutsche Kolonisten. Im Kabaty-Wald veranstalteten die Branickis große Jagden; hier waren u. a. die hohen Offiziere und Politiker Ignacy Mościcki, Edward Rydz-Śmigły, Tadeusz Kasprzycki, Kazimierz Sosnkowski, Kazimierz Fabrycy (1888–1958) und Tadeusz Piskor (1889–1951) als Jagdgäste geladen.
Erste deutsche Truppen erreichten am 8. September 1939 Pyry und Grabów, nachdem kurz zuvor die sogenannte „Wicher“-Einheit (polnischer Tarnname, bedeutet deutsch „Sturm“), des für Deutschland zuständigen Referats BS4 des polnischen Biuro Szyfrów (BS) (deutsch: „Chiffrenbüro“) aus einer gut getarnten und bewachten militärischen Anlage im Kabaty-Wald bei Pyry evakuiert worden war. Hier arbeiteten polnische Kryptoanalytiker, wie Marian Rejewski, Jerzy Różycki und Henryk Zygalski bereits seit 1932 erfolgreich an der Entzifferung des mit der Rotor-Schlüsselmaschine ENIGMA verschlüsselten deutschen Nachrichtenverkehrs. Noch im Juli 1939 gab es ein damals streng geheimes und inzwischen legendär gewordenes Treffen von Pyry, bei dem die polnischen Spezialisten ihren französischen und britischen Verbündeten ihre Methodiken und Gerätschaften offenlegten. Beim weiteren Vormarsch der deutschen Einheiten im September wurden zum Teil Häuser abgebrannt. In Służew wurde die Zerstörung der Katharinenkirche durch die Vermittlung der ansässigen, deutschstämmigen Siedler verhindert. Auf der Anlage der Pferderennbahn wurden Truppen stationiert. Ende September wurde der entscheidende Bodenangriff auf Warschau von der 10. Infanterie-Division und der 46. Infanterie-Division von den Feldern Ursynóws aus geführt.

### Nachkriegszeit
Mitte der 1970er Jahre begann der Ausbau Ursynóws von einer bäuerlich-ländlichen Gegend zu einem bedeutenden Wohnbezirk Warschaus. Vorausgegangen waren den Bauarbeiten umfangreiche Enteignungen der hier bislang lebenden Bauern. Minimale Entschädigungen erhielten nur diejenigen, die ihr Land noch selbst bestellten; andere wurden entschädigungslos enteignet (das betraf vor allem die Wilanówer Großgrundbesitzerfamilie Branicki). Gebäudebesitzern im Dorf Imielinek wurde als Rekompensation für den Abriss ihrer Häuser die Zuteilung einer Wohnung in den neu zu errichtenden Apartmentblöcken angeboten. Die Bauarbeiten begannen Anfang 1974. Zunächst wurden Kanalisation und Straßen angelegt. Die Gesamtplanung des neuen Wohnbezirks (noch Teil des Stadtdistrikts Mokotów) basierte auf einem Konzept von Profesor Witold Cęckiewicz (Technische Universität Krakau), Stefan Putowski (1903–1985) und Professor Oskar Hansen (Warschauer Kunstakademie). Die Gestaltung der Wohnanlagen im nördlichen Ursynów übernahm der Architekt Ludwik Borawski, dessen Projekt eine Ausschreibung des Stowarzyszenie Architektów Polskich SARP im Jahr 1971 gewonnen hatte. Nach seinem Tod führte hier Marek Budzyński die Arbeiten fort. Die im Süden gelegenen Anlagen wurden unter Leitung des Architekten Andrzej Fabierkiewicz errichtet. Weitere Bereiche gestaltete Professor Jacek Nowicki (Technische Universität Łódź). Im Oktober 1975 konnte mit dem Bau der ersten Wohnblöcke begonnen werden. Am 8. Januar 1977 wurden die ersten Wohnungen an ihre neuen Besitzer übergeben. Die erste Grundschule eröffnete am 30. Oktober 1979. Zeitgleich wurde der Ausbau der SGGW vorangetrieben, es entstanden deren Studentenwohnheime. Edward Gierek hatte angekündigt, dass man in Ursynów zukünftig besser leben würde. Dazu sollten gemäß dem aufgestellten Fünfjahresplan jährlich 400.000 Quadratmeter Wohnfläche fertiggestellt werden. Diese Vorgabe konnte nicht eingehalten werden; nur durchschnittlich rund 220.000 Quadratmeter wurden erreicht, obwohl Baukapazitäten aus dem ganzen Land zusammengezogen worden waren. Besonders die geplanten Infrastruktureinrichtungen konnten nicht im vorgesehenen Umfang realisiert werden. Von 49 projektierten Dienstleistungszentren wurden bis 1981 nur 20 gebaut. Der entstehende Versorgungsengpass führte zum Entstehen kleiner privatwirtschaftlicher Anbieter, die sich in Wohnungen oder Kellerräumen etablierten.

## Sehenswürdigkeiten und wichtige Gebäude
- Botanischer Garten der Polska Akademia Nauk (PAN – Polnische Akademie der Wissenschaften)
- Onkologie-Zentrum „Marie Skłodowska-Curie“
- Katharinenkirche
- Krasiński-Palais
- J. Ursyn Niemcewicz Park
- Fort VIII (Befestigungsanlage) aus dem 19. Jahrhundert
- Mieszko-Eiche
- Warschauer Naturwissenschaftliche Universität SGGW
- Pferderennbahn Służewiec
- Potocki-Palast in Natolin
- Stadtwald im Ortsteil Kabaty
- Herrenhaus von Wyczółki
- Gucin Gaj
- Kulturpark in Powsin
- Tunnel der Warschauer Südumgehung

## Bürgermeister des Stadtbezirks Ursynów
- Stanisław Faliński 1994–2002
- Tomasz Sieradz 2002–2003
- Andrzej Machowski 2003–2006
- Tomasz Mencina 2006–2009
- Urszula Kierzkowska 2009–2010
- Piotr Guział 2010–2014
- Robert Kempa 2014–heute